# CNaPS Sport
Caisse Nationale de Prévoyance Sociale Sport w skrócie CNaPS Sport – madagaskarski klub piłkarski z siedzibą w Miarinarivo, występujący niegdyś w pierwszej lidze madagaskarskiej.

## Sukcesy
- I liga[1]:
  - mistrzostwo (7):  2010, 2013, 2014, 2015, 2016, 2017, 2018.

- Puchar Madagaskaru[2]:
  - zwycięstwo (3):  2011, 2015, 2016.

- Superpuchar Madagaskaru[2]:
  - zwycięstwo (1):  2010.

## Występy w afrykańskich pucharach
| Sezon     | Rozgrywki           | Runda    | Kraj              | Klub                     | Dom | Wyjazd | Dwumecz      |
| --------- | ------------------- | -------- | ----------------- | ------------------------ | --- | ------ | ------------ |
| 2011      | Liga Mistrzów       | wstępna  | Zimbabwe          | Motor Action FC          | 1–0 | 0–1    | 1–1 (k. 3–4) |
| 2014      | Liga Mistrzów       | wstępna  | Mozambik          | Liga Muçulmana           | 0–0 | 0–1    | 0–1          |
| 2015      | Liga Mistrzów       | wstępna  | Kenia             | Gor Mahia                | 3–2 | 0–1    | 3–3          |
| 2016      | Liga Mistrzów       | wstępna  | Kenia             | Gor Mahia                | 1–0 | 2–1    | 3–1          |
| 2016      | Liga Mistrzów       | 1        | Maroko            | Wydad Casablanca         | 2–1 | 1–5    | 3–6          |
| 2017      | Liga Mistrzów       | wstępna  | Botswana          | Township Rollers         | 2–1 | 2–3    | 4–4          |
| 2017      | Liga Mistrzów       | 1        | Kamerun           | Coton Sport FC de Garoua | 1–1 | 0–1    | 1–2          |
| 2018      | Puchar Konfederacji | play-off | Angola            | Recreativo Libolo        | 1–1 | 0–0    | 1–1          |
| 2018      | Liga Mistrzów       | wstępna  | Uganda            | KCCA FC                  | 2–1 | 0–1    | 2–2          |
| 2018/2019 | Liga Mistrzów       | wstępna  | Zimbabwe          | FC Platinum              | 1–1 | 0–1    | 1–2          |
| 2019/2020 | Puchar Konfederacji | 1        | Południowa Afryka | TS Galaxy FC             | 1–3 | 0–1    | 1–4          |

## Stadion
Domowe mecze klub rozgrywa na stadionie o nazwie Stade CNaPS Sports w Miarinarivo, który może pomieścić 4000 widzów.